# Dübel

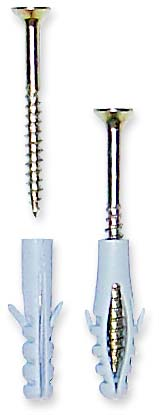
Kunststoffdübel, Spreizwirkung beim Eindrehen einer Universalschraube

Ein Dübel ist ein in der Verbindungstechnik gebrauchtes Bauteil. Er wird bei Werkstoffen angewendet, bei denen durch Eindrehen einer Schraube kein belastbares Schraubengewinde im Gegenstück eingeschnitten werden kann. Ursprünglich wurde unter einem Dübel lediglich der noch im Zimmerei- und Tischlergewerbe gebrauchte Holzdübel verstanden. Mitunter wird zur Unterscheidung von Letzterem der Begriff Schraubdübel benutzt.
Beim Eindrehen einer Schraube in ausreichend feste und zugleich nachgiebige Materialien wie Holz, Blech und viele Kunststoffe ist kein Dübel notwendig.

## Anwendung
Dübel werden in ein zylindrisches Loch in gemauerte, betonierte oder mit Platten versehene Wände, Decken oder Böden als Zwischenteil eingesetzt. Beim Eindrehen der Holz- oder Spanplatten-Schraube spreizt sich der Dübel. Durch Kraftschluss zwischen Dübel und umgebenden Material und manchmal mit Formschluss ist die Schraube gegen Herausziehen gesichert. In hartem Werkstoff wird das Dübelloch mit Hartmetallschneiden-Bohrern (Betonbohrer) gesetzt.
Standarddübel bestehen aus Kunststoff und werden gemeinsam mit handelsüblichen Holz- oder Spanplatten-Schrauben verwendet. Für spezielle Anwendungen gibt es verschiedenste Varianten. Vielfach werden Dübel mit dazu passenden Schrauben als Set verkauft.
Zum Einleiten schwerer Lasten vorwiegend in Beton werden nur Bauteile aus Metall verwendet, die oft gleichfalls als Dübel bezeichnet werden. Der bessere Begriff ist Stahlanker. Ein solcher Anker ist außen mit Metallgewinde zur Aufnahme einer Befestigungsmutter versehen. Er kann mit Metallteilen, die im Bohrloch gespreizt werden, kombiniert sein oder ins Bohrloch als Verbundanker eingeklebt werden.
Dübel gibt es in verschiedenen Durchmessern und Längen. Die Auswahl des geeigneten Dübels ist von verschiedenen Kriterien anhängig.
- Zustand des Untergrundes
  - Baustoff des Untergrunds: Beton, Mauerwerk und Plattenbaustoffe
  - Homogenität des Untergrunds (eine unverputzte Kellerdecke) oder mehrschichtige Oberflächen wie bei Oberputz/Unterputz auf Kalksandstein
  - Hohlräume im Untergrund, wie bei Gipskarton-Wand mit dahinter liegendem Isolierstoff. Dafür sind spezielle Klappdübel im Handel.
  - Tiefe des Untergrunds: Eine nicht-tragende Zwischenwand aus Kalksandstein kann 12,5 cm dick sein – der gewählte Dübel sollte kürzer sein, damit er die Wand nicht durchdringt.
- Kräfte, welche der Dübel aufnehmen und von Schraube oder Haken auf den Untergrund übertragen muss

## Geschichte

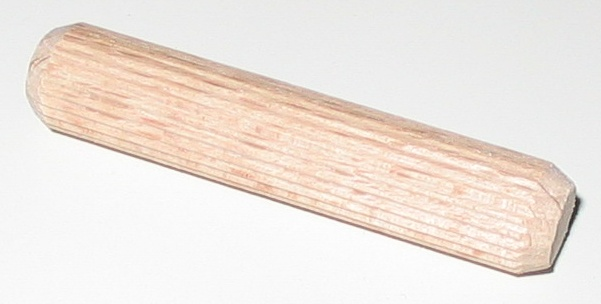
Holzdübel: Durchmesser 10 mm, Länge 50 mm

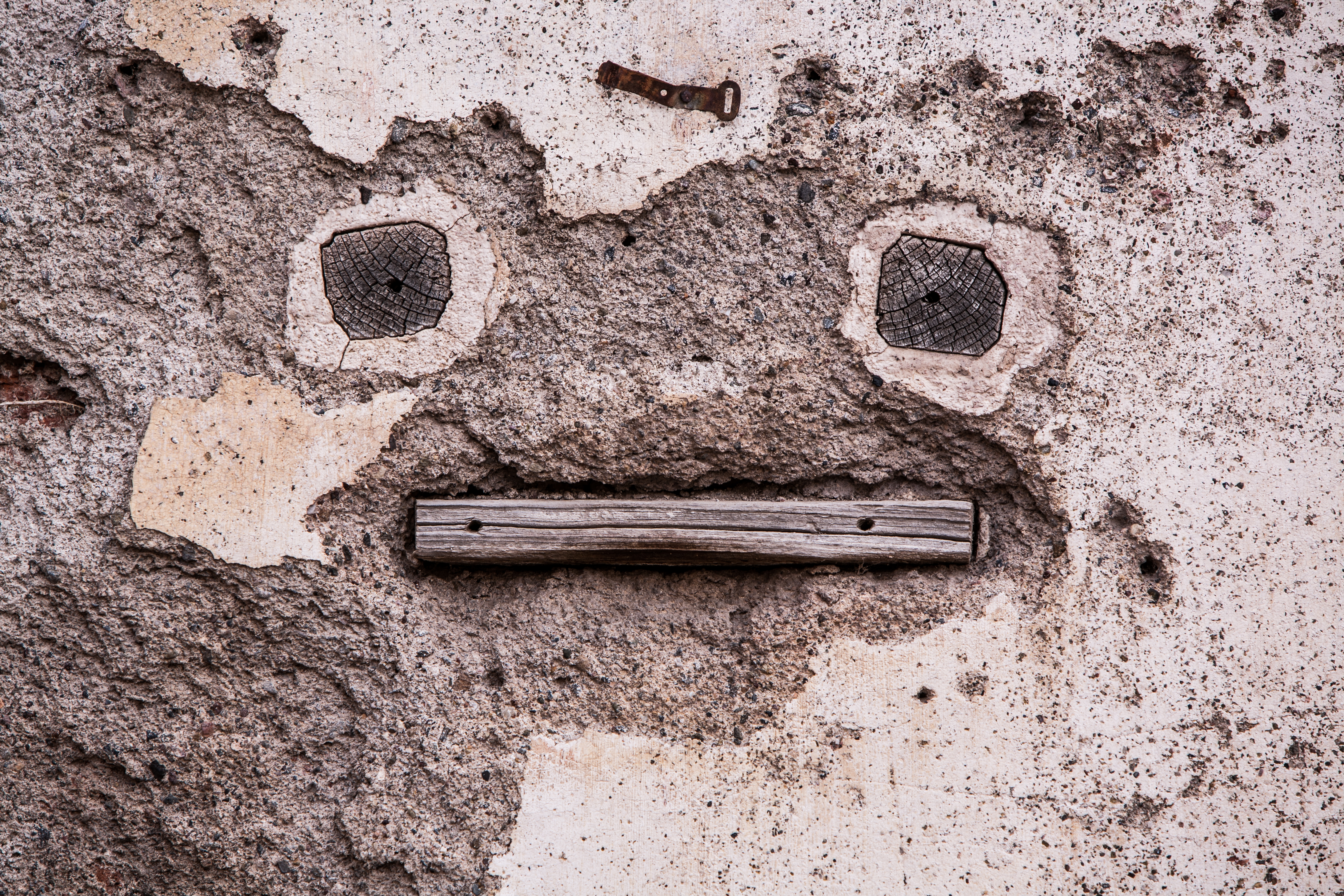
Alte Dübel aus Holz

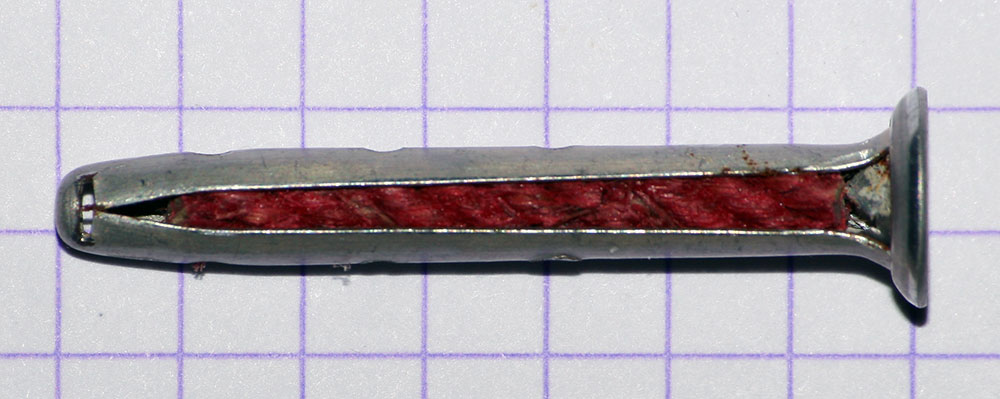
Dübel mit Gewebeeinlage in Blechhülse

Der Begriff Dübel wurde von Holzdübel (auch: Dolle) übernommen; beider Funktionen sind allerdings verschieden. Der Schraubdübel ermöglicht eine Verbindung mittels einer Schraube, während der Holzdübel – ähnlich wie ein Nagel – die Verbindung selbst herstellt.
Vor der Verwendung von Schraubdübeln wurden Löcher eingelassen oder mit dem Meißel geschlagen. Darein wurde ein Stück Holz eingegipst oder eingemörtelt. In dieses Holz konnte die Schraube eingedreht werden. Bei einer anderen Methode wurde mit dem Hammer ein Stück Holz in ein Bohrloch eingeschlagen und mit der eingedrehten Schraube gespreizt und somit zusätzlich verpresst.
Der erste industriell gefertigte Spreizdübel war der 1910 von dem Briten John Joseph Rawlings erfundene und 1911 beim Patentamt in London angemeldete Typ (Erteilung des Patents 22680/11 am 14. Januar 1913). Der Dübel bestand aus Hanfschnur und einem Klebstoff aus Tierblut. Der erste in Deutschland industriell gefertigte Spreizdübel, ein Stück Hanfschnur in einer Blechhülse, wurde 1926 von Upat aus Hamburg geliefert.
Im Jahr 1928 wurde beim Reichspatentamt unter DRP 555384 das Patent für den „Hülsenspreizdübel“ auf den Namen von Ingenieur Fritz Axthelm – Gründer und Mitinhaber der Firma Niedax (gegr. 1920) – erteilt und beim staatlichen Materialprüfungsamt Berlin amtlich auf Belastbarkeit geprüft. Der Niedax-Dübel wurde zunächst aus Metall gefertigt und nach dem Zweiten Weltkrieg aus Kunststoff. Axthelm ist somit der gesicherte Erfinder des Kunststoffdübels.
Am 2. März 1953 erteilte das Patentamt Bern Richard Heckhausen (Tox Dübel Technik) Erfindungsschutz.
Die ersten Kunststoff-Spreizdübel von Thorsman (Patent 1957) wurden aus Nylon-Rundstäben gefertigt. Sie werden in ein Bohrloch gesteckt. Der seit Jahrzehnten weltweit erfolgreichste Dübel kam 1958 von Artur Fischer auf den Markt. Fischer meldete sein Patent am 7. November 1958 an, die Ausgabe der Patentschrift 1097117 erfolgte am 13. Juli 1961 durch das Deutsche Patentamt. Oswald Thorsmans Sohn Mats Thorsman hält den Fischer-Dübel für ein Plagiat des Thorsman-Dübels. Einer gerichtlichen Entscheidung zufolge sei die Erfindung seines Vaters die ursprüngliche gewesen. Fischers Patentschrift beansprucht allerdings nicht die Erfindung des Kunststoff-Spreizdübels für sich, sondern bezieht sich auf eine Form, die sowohl eine Spreizung des Dübels in weichem Material (Formschluss) als auch eine Verformung des Dübels ohne Spreizung in hartem Material erlaubt (Kraftschluss durch Einklemmen), sodass Schrauben mit denselben Dimensionen wie bei weichem Material ungehindert in hartes Material eingeschraubt werden können.
Dübel werden somit seit kurz nach 1945 aus Kunststoff, Metall oder aus beidem gemeinsam gefertigt und sind in vielen Bauformen für unterschiedliche Wände, Decken und Böden erhältlich.

## Wirkprinzip
Die Schraube formt sich im inneren Teil des Dübels ein Gegengewinde, wobei sie das Dübelmaterial plastisch verformt und zusätzlich radial nach außen verdrängt, sie spreizt den Dübel. Freie Räume bei unebener oder poriger Lochwand werden vom Dübelmaterial ausgefüllt, wobei ein Formschluss gegen Herausziehen entsteht. Hauptsächlich ist diese Verbindung aber kraft- beziehungsweise reibschlüssig. Die im Dübelmaterial entstehenden Radialkräfte führen vorwiegend zu dessen elastischer radialer Verformung. Die elastischen Kräfte wirken auf die unnachgiebige Lochwand als Normalkraft, die senkrecht dazu eine proportionale Haftreibungskraft zur Folge hat. Der elastische Hohlzylinder zwischen Schraube und zum Beispiel Mauerwerk ist dick genug, dass die Radialkräfte gleichmäßig auf ein eventuell unebenes Loch verteilt werden. Am äußeren Lochrand nehmen die Radialkräfte stetig ab, sodass bei sprödem Mauerwerk dort nichts abplatzt.
Bei Baustoffen mit porigem Gefüge und geringer Druckfestigkeit, wie Gipsplatten, werden Dübel mit besonders langer Spreizzone verwendet. Diese muss länger sein, als die zu durchbohrende Platte dick ist. Diese Spreizdübel gehen erst im Hohlraum hinter der Platte auseinander und geben dadurch Halt.

## Dübel allgemeiner Anwendung

### Standard-Spreizdübel

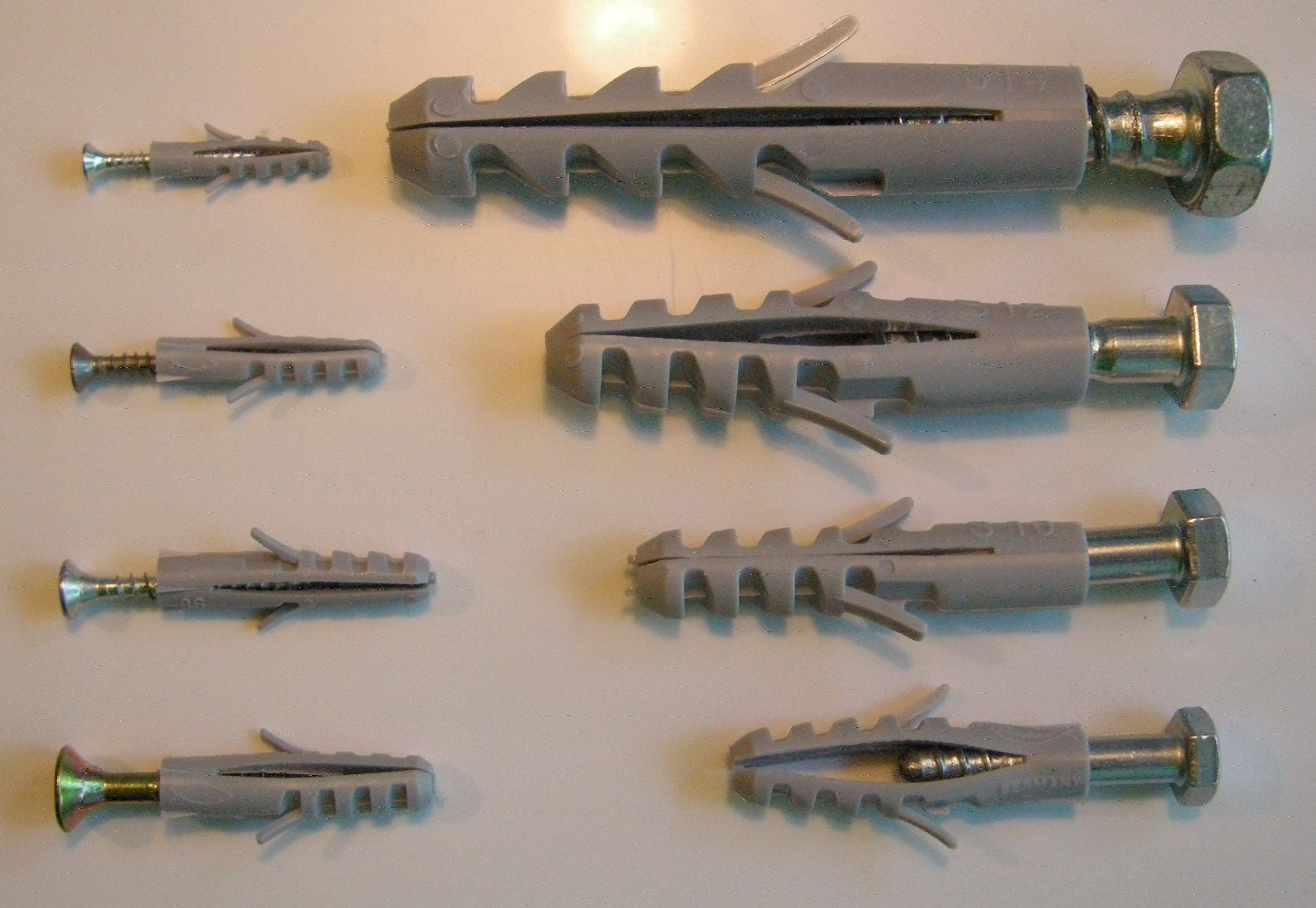
Standarddübel in verschiedenen Größen: Durchmesser 4 bis 14 mm

Der am häufigsten gebrauchte Dübel ist ein Spreizdübel und besteht aus Polyamid. Er wird zusammen mit standardisierten, meistens Holzschrauben verwendet. Sein Innendurchmesser ist kleiner als der Durchmesser der Schraube. Dadurch spreizt sich der Dübel durch die eingedrehte Schraube radial. Um die Verformung zu erleichtern, ist der Dübel teilweise längs geschlitzt. Schraubendurchmesser und -länge beeinflussen die Funktion.
| Maße                     | S 4 | S 5  | S 6  | S 8   | S10  | S12  | S14  | S16  | S20  |
| ------------------------ | --- | ---- | ---- | ----- | ---- | ---- | ---- | ---- | ---- |
| Außendurchmesser         | 4   | 5    | 6    | 8     | 10   | 12   | 14   | 16   | 20   |
| Dübellänge               | 20  | 25   | 30   | 40    |      |      |      |      |      |
| Innendurchmesser         |     | 3,8  | 4,7  | 6,0   |      |      |      |      |      |
| Bohrerdurchmesser        | 4,0 | 5,0  | 6,0  | 8,0   |      |      |      |      |      |
| Bohrlochtiefe            | ≥30 | ≥35  | ≥45  | ≥55   |      |      |      |      |      |
| Schraubendurchmeser      |     | 3–4  | 4–5  | 4,5–6 |      |      |      |      |      |
| Schraubenlänge           |     | ≥29  | ≥36  | ≥46   |      |      |      |      |      |
| max. Last in kN (axial)  |     |      |      |       |      |      |      |      |      |
| bei Schraubendurchmesser |     | 4    | 5    | 6     | 8    | 10   | 12   | 12   | 16   |
| Beton                    |     | 0,28 | 0,40 | 0,60  | 1,10 | 1,50 | 1,85 | 2,26 | 3,88 |
| Vollziegel               |     | 0,24 | 0,28 | 0,40  |      |      |      |      |      |
| Porenbeton               |     |      | 0,05 | 0,07  |      |      |      |      |      |

Die Schraubenlänge ergibt sich aus der in der Tabelle angegebenen Mindestlänge plus der Dicke des zu befestigenden Materials. Beispiel für „S 8“: Eine Holzplatte in der Stärke von 16 Millimeter soll an der Wand befestigt werden, um daran schweres Werkzeug aufzuhängen. Die Senkkopfschraube soll also mindestens 46 mm + 16 mm = 62 mm lang sein. Das nächstgrößere Maß wäre 65 mm.
Die Schraube soll in der Wand immer am hinteren Ende des Dübels etwas überstehen (mindestens ein Schraubendurchmesser), um den Dübel ausreichend spreizen zu können. Deshalb ist das Bohrloch auch immer etwas tiefer als die Dübellänge. Wenn eine längere Schraube verwendet wird, muss das Bohrloch entsprechend tiefer gebohrt werden, damit die Schraube hinten nicht anstößt.
Die zulässige Last in kN entspricht etwa einer Gewichtsbelastung mit angegebener Maßzahl geteilt durch 100. Beispielsweise hält eine Holzschraube mit 5 mm Durchmesser in einem Standarddübel „S 6“ in Beton etwa 40 kg, aber nur 5 kg in Porenbeton.
Zu beachten ist, dass der Dübel mit dem vorderen Rand am massiven Teil der Wand abschließt. Wenn davor ein Verputz angebracht ist, muss der Dübel dahinter angesetzt und die Schraube entsprechend länger gewählt werden. Nach dem Bohren muss der Bohrstaub ausgeblasen oder ausgesaugt werden.

### Nageldübel

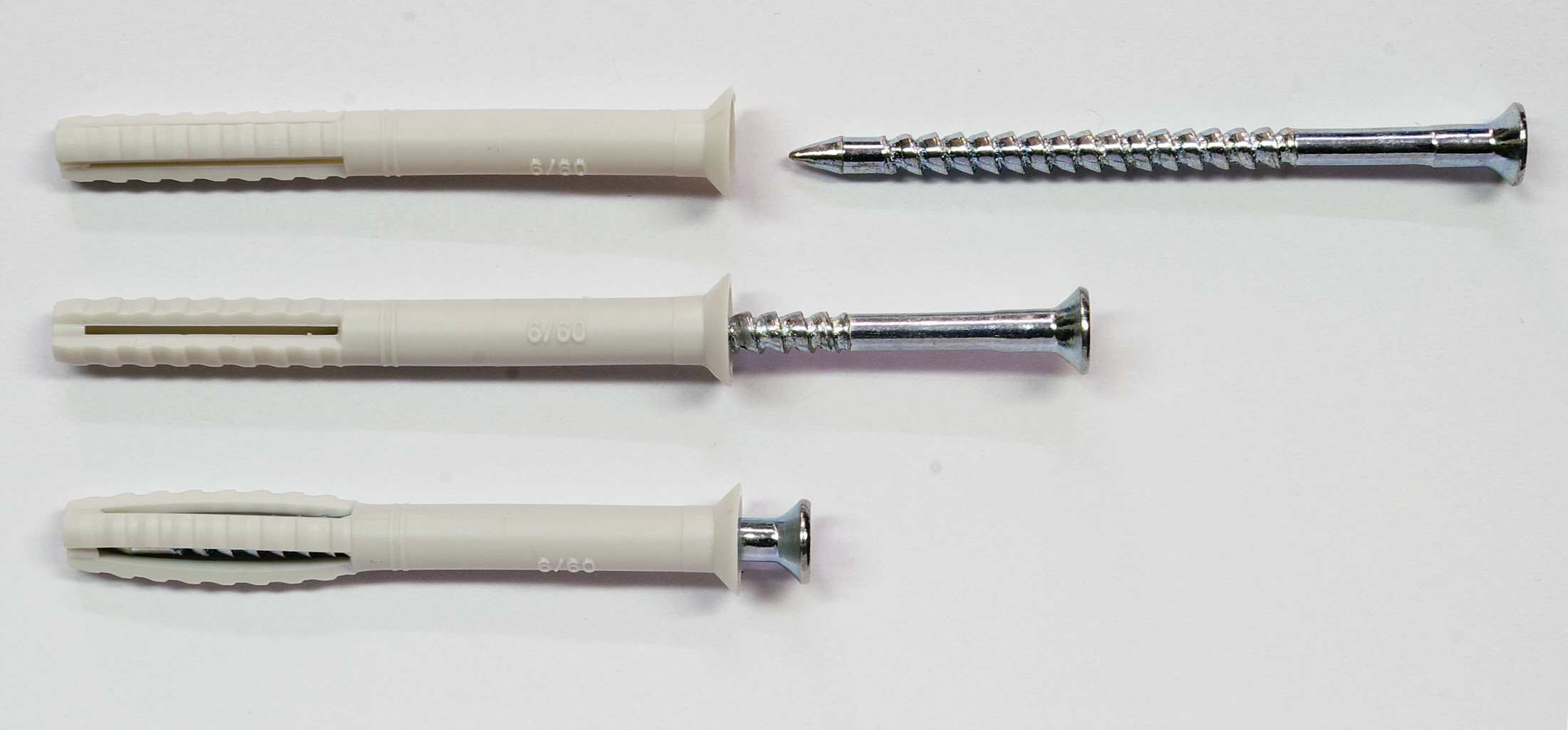
Nageldübel

Eine neuere Entwicklung sind Nageldübel (auch: Schlagdübel), bei denen eine speziell geformte, mitgelieferte Schraube (auch: Schraubnagel, Nagelschaube), in die Kunststoffhülse eingeschlagen wird. Der Nagel ist in seiner Länge auf die Dicke des zu befestigenden Bauteils abgestimmt. Der Dübel wird mit dem Nagel durch das Bauteil ins Wandloch gesteckt (Durchsteckmontage), und dann wird der Nagel ganz eingeschlagen. Deshalb ist die Montage wesentlich schneller, jedoch sind Nageldübel nicht so tragfähig wie die normalen Dübel (Schraubendübel). Das Gewinde auf dem Nagel ist sägezahnförmig geschnitten. Er lässt sich leicht einschlagen, aber nicht leicht herausziehen. Sein Kopf hat eine Anschlussform für einen Schraubendreher, um die Demontage zu erleichtern.

### Gipskartondübel

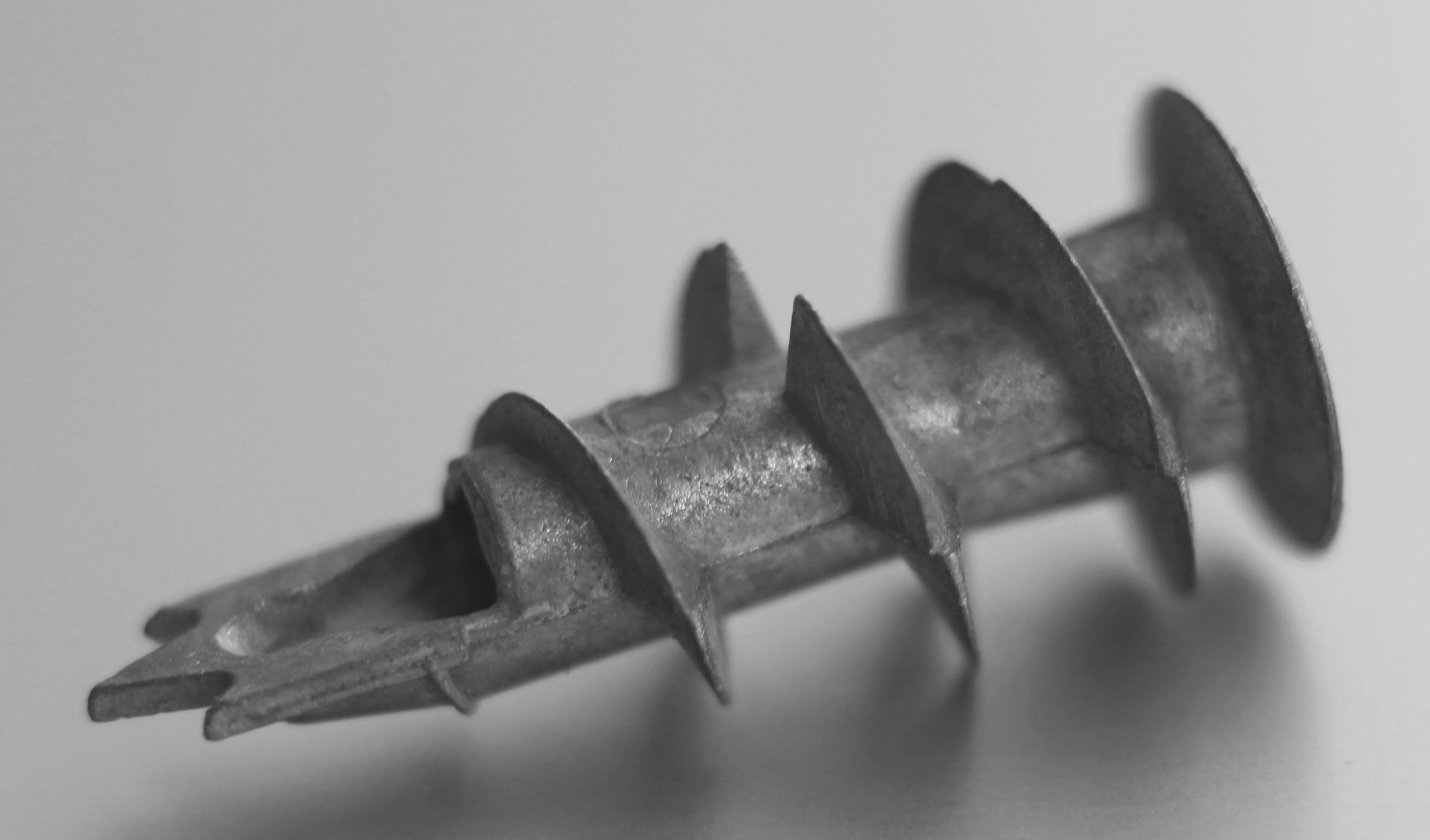
Gipskartondübel aus Metall

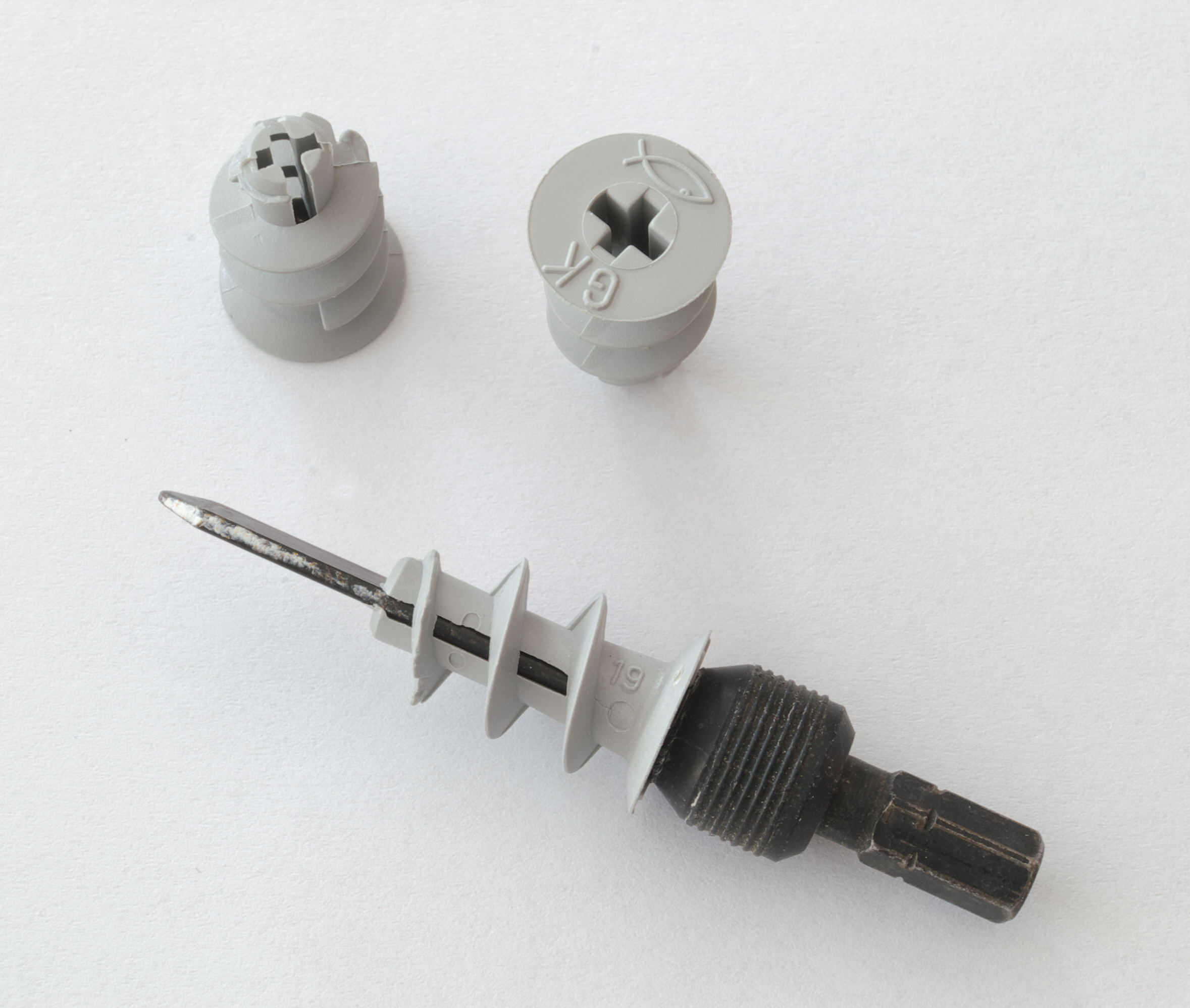
Kunststoff-Gipskartondübel, mit Setzwerkzeug aus Metall

Gipskarton hat eine geringe Druckfestigkeit, und meistens sind die Platten dünn, weshalb keine Spreizdübel verwendbar sind. Spezielle Gipskartondübel, auch Porenbeton-, Leichtbau- oder Rigipsdübel genannt, sind Einschraubhülsen: Sie schneiden sich mit ihrem tiefen Außengewinde einen Formschluss in die Gipsplatte, über den kleinere Belastungen eingeleitet werden können. Sie werden mit einer Montagehilfe, die vorne das erforderliche Loch bohrt, in einem Zug in handelsübliche Gipskartonplatten eingedreht. Sie verlangen hinter der Platte einen kleinen Hohlraum für das handelsüblich mitgelieferte Werkzeug und für zu lange in sie eingebrachte Befestigungsschrauben. Für höher belastete Verbindungen werden Hohlraumdübel verwendet, wobei genügend Raum hinter der Platte erforderlich ist, um Dübelteile radial „auszufahren“ und mit ihnen axialen Formschluss über eine größere Kontaktfläche herzustellen.

### Dämmstoffdübel
Dämmstoffe sind noch weniger fest als Gips. Dämmstoffplatten sind aber in der Regel dicker als Gipskartonplatten, sodass die geringere Festigkeit mit größerer Einschraublänge kompensiert werden kann. Dämmstoffdübel sind länger als Gipskartondübel, denen sie sonst sehr ähnlich sind. Sie haben manchmal einen tellerförmigen äußeren Abschluss, dürfen aber deswegen nicht mit den Tellerdübeln verwechselt werden, mit denen eine Dämmstoffplatte selbst auf festem Untergrund befestigt wird. Solche nagelartigen Dübel haben einen langen Stiel, der in ein Loch im festen Untergrund eingeschlagen wird und dort durch Klemmen hält und so die Dämmstoffplatte befestigt.
Es gibt zudem Dämmstoffdübel aus Metall: eine Schraubenfeder, deren untere Spitze zum Eindrehen in Styropor angeschliffen ist, und der Dübelkopf hat eine Öse zum Eindrehen der Schraube.

## Hohlraumdübel

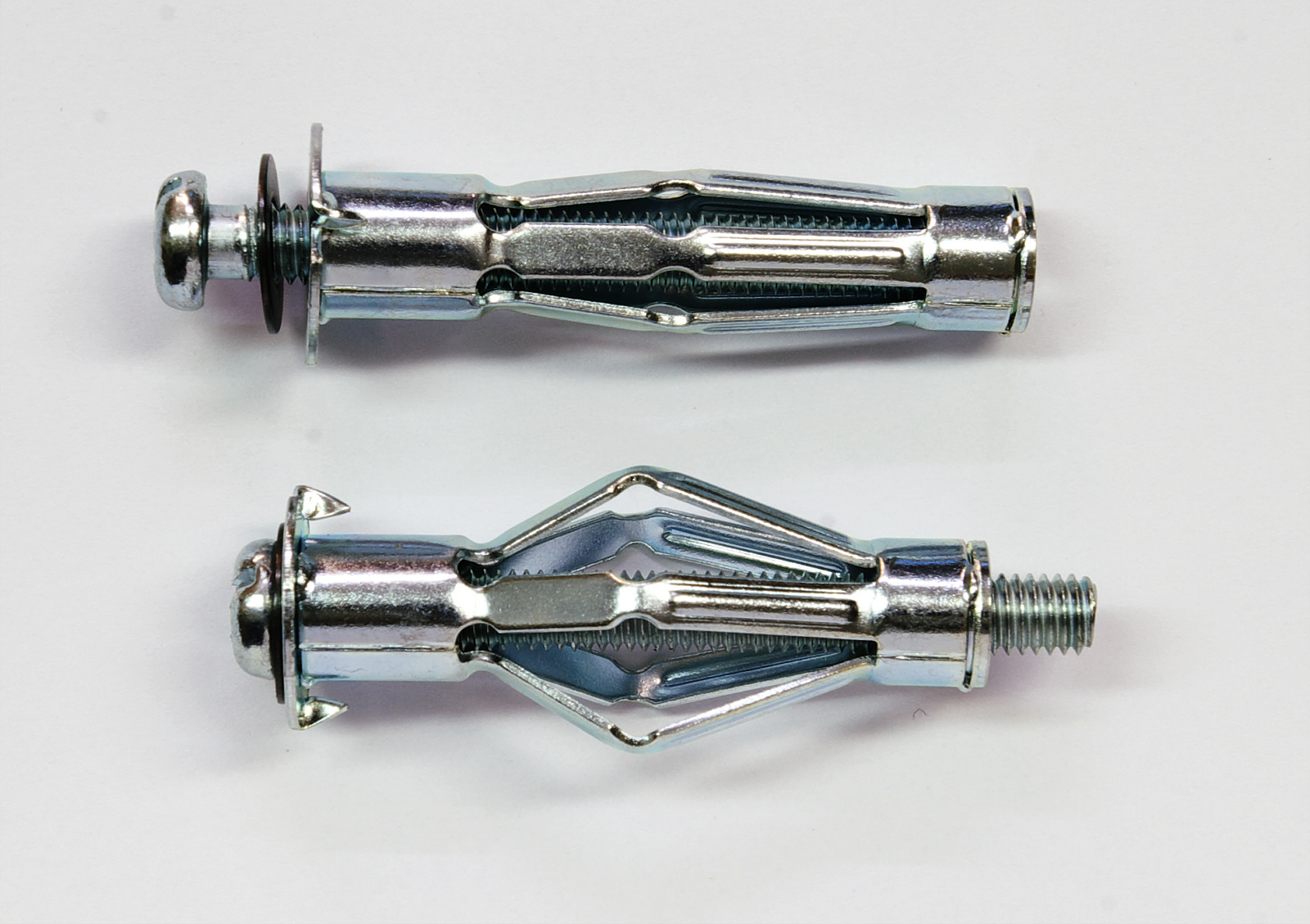
Hohlraumdübel aus Metall

Hohlraumdübel sind aus Metall oder Kunststoff; wie ein Blindniet verformen sie sich in dem Hohlraum hinter der Platte und spreizen sich auf (siehe nebenstehendes Bild). Bei vielen solcher Dübel wird ein Teil hinter der Platte um das vorstehende Teil (Anker, Haken) gegen die Rückseite gedreht. Es gibt Hohlraumdübel mit Kabelbinder. Mit dem Zurückziehen des Kabelbinders und dem gleichzeitigen Einschieben der Kunststoffscheibe in das Bohrloch wird der Dübel montiert. Die restlichen Kunststoffteile werden abgebrochen.

### Kippdübel

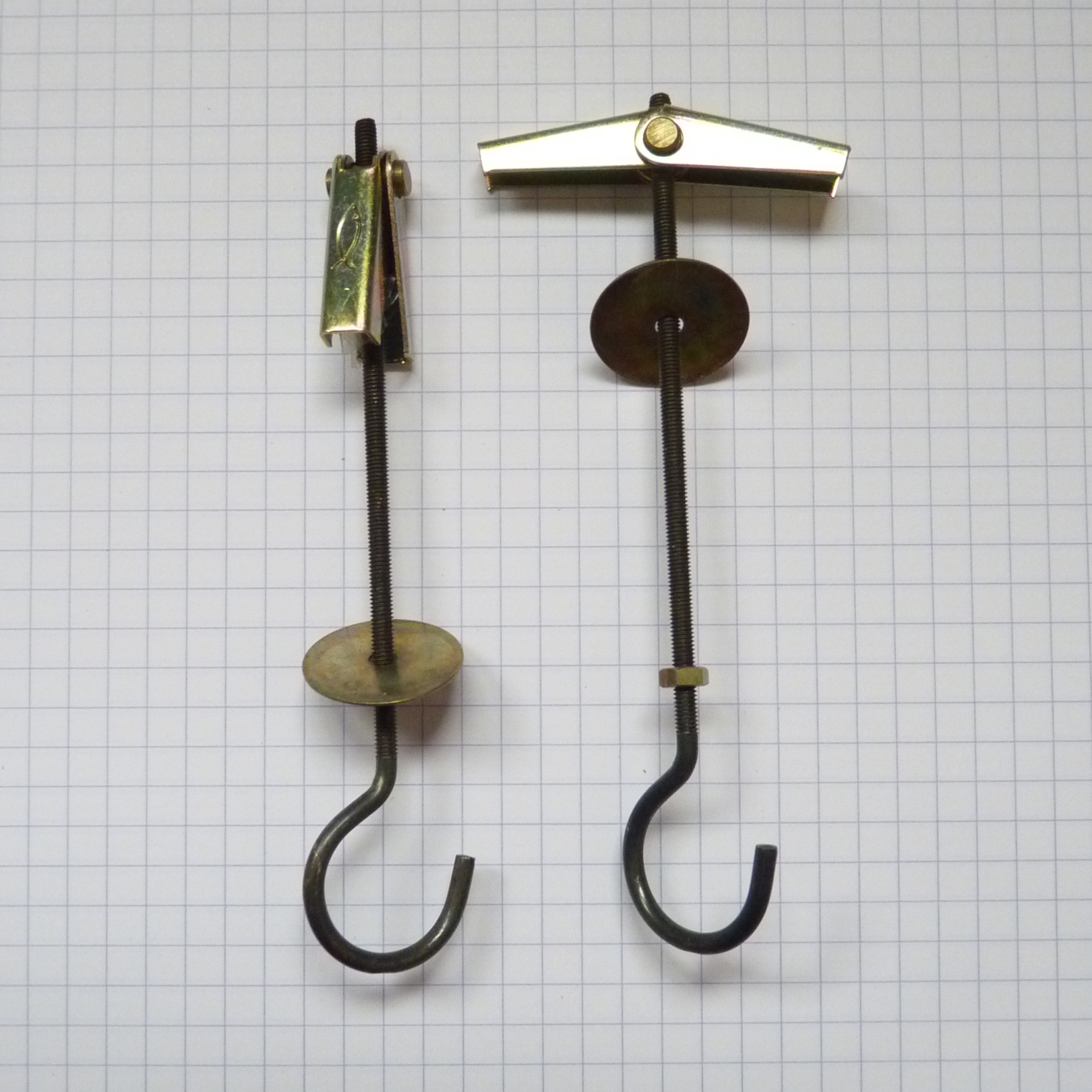
Federklappdübel, zu und offen

Zur Befestigung in dünnen Zwischendecken eignen sich Kippdübel, auch Klappdübel oder Federklappdübel genannt. Eine Feder spreizt dabei zwei stabile Klappflügel ab, wenn man den zusammengefalteten Kippdübel durch ein Loch von unten durch die Decke geschoben hat. Mit einem Gewinde lässt sich anschließend der Haken nach oben schrauben, und eine Zwischenscheibe verdeckt dann das relativ große Loch.

## Schwerlastdübel

### Metallspreizdübel

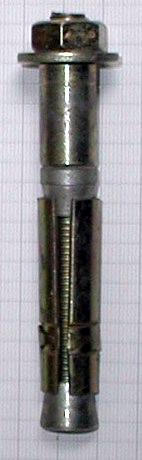
Metallspreizdübel M10

Diese Dübel bestehen ausschließlich aus Metall. Weil elastisches Material fehlt, beruht ihre Funktion vorwiegend auf Formschluss. Beim Einschrauben werden über kraftverstärkende Konusflächen große Kräfte auf den hinteren Teil der Wandbohrung erzeugt und diese wird plastisch verformt. Wegen der höheren Materialfestigkeit und der üblichen Verwendung größerer Durchmesser sind Metalldübel in festen Materialien (Beton) tragfähiger und sicherer als Kunststoffdübel. Für Befestigungen an Betondecken sind in Deutschland derzeit nur Spreizdübel aus Metall zugelassen, da bei Kunststoff die Gefahr des ‚Fließens‘ (langsames plastisches Verformen durch Auszugskräfte) besteht. Metalldübel sind auch wegen ihrer besseren Wärmebeständigkeit für bestimmte Anwendungen vorgeschrieben.

### Verbundanker
Verbundanker werden gemeinsam mit einem kunstharzhaltigen Injektions- bzw. Verbundmörtel oder einem reinen Zweikomponenten-Reaktionsharz in ein Bohrloch eingebracht. Die Injektionsmischung füllt den Hohlraum zwischen Bohrloch und Ankerstange, dringt teilweise in Poren und Hohlräume des umgebenden Mauerwerks oder Betons ein, härtet aus und erzeugt eine stoffschlüssige Verbindung mit dem Wandmaterial.
Als Anker (Ankerstab oder -stange) dienen meist Gewindestangen, Bewehrungseisen oder Spiralanker.
Zur Vereinfachung der Verarbeitung werden heute meist beide Komponenten zugleich ins Bohrloch gespritzt und auf dem Weg dorthin durch eine Mischdüse (Statikmischer) miteinander vermengt. Härter und Harz werden in zwei nebeneinander- oder ineinanderliegenden (koaxialen) Kartuschen oder Folienbeuteln (Schlauchbeuteln) geliefert, die zur Verwendung in eine Kartuschenpresse bzw. Auspresspistole eingelegt werden.
Auspressgeräte werden häufig mit Druckluft oder mit einem Akku betrieben. Manuell betriebene Pressen sollten in einem Verhältnis zwischen ca. 1:15 und 1:25 untersetzt sein, um das viskose Injektionsmaterial ermüdungsfrei fördern zu können. Gewöhnliche Pistolen für Silikon- und Acryl-Kartuschen sind oft auch nicht ausreichend robust.
Alternativ zur Verwendung eines Mischaufsatzes liefern manche Hersteller die Härter-Komponente in einer gläsernen Ampulle, die beim Eintreiben des Ankers zerstört wird, so dass sich beide Komponenten vermischen können. Durch eine nachfolgende Rotation des Ankers werden die Komponenten vermengt und verteilt.
Im Gegensatz zu Spreizdübeln treten bei Verbundankern keine Radialkräfte auf, so dass auch in weniger festen Untergründen sowie nahe dem Bauteilrand Verankerungen vorgenommen werden können. Um zu verhindern, dass in hohlraumreichem Mauerwerk zu viel Injektionmaterial benötigt wird, können zuvor Siebhülsen in das Bohrloch eingeschoben werden, die nur eine gerade ausreichende Menge an Material durchtreten lassen, um eine Verbindung mit dem Mauerwerk zu erzeugen.
Bestimmte Verbundanker mit einer Spreizreserve können in der gerissenen Zugzone eines Betonbauteils verwendet werden. Solche Anker bestehen aus vielen hintereinander gesetzten Konen, die bei Rissen (z. B. durch Erdbeben) Kraftkomponenten in Bohrlochwandrichtung haben und die Harzmischung gegen die Wand drücken. In der Praxis rutscht dieser Dübel bei einem Riss etwas nach und stabilisiert sich dann wieder.
Ein typischer bauaufsichtlich zugelassener Verbundanker mit wenigstens 80 mm Verankerungstiefe und 8 mm Durchmesser kann in C20/25 (B25) Beton mit rund 8 kN auf Zug und Querlast belastet werden. In Vollziegel (Mz 12) und Kalksandstein (KS) verringert sich der Wert auf 1,7 kN, in Hochlochziegeln (Hlz 12, Rohdichte min. 1) und Kalksandlochstein (KSL 12) auf 0,8 kN, sowie in Beton- und Leichtbeton-Hohlblocksteinen (Hbn 2 / Hbl 2) auf nur noch 0,3 kN.

### Hinterschnittanker
Neben den Verbundankern gibt es für Beton verschiedene bauaufsichtlich zugelassene Hinterschnittanker. Bei diesen wird ein Formschluss dadurch erreicht, dass durch einen Spezialbohrer das Bohrloch an seinem Grund aufgeweitet wird. Durch eine Keilkonstruktion o. Ä. wird erreicht, dass der Hinterschnittanker dieses aufgeweitete Bohrloch vollständig ausfüllt. Hinterschnittanker werden häufig für die Schwermontage verwendet. Sie tragen weitaus höhere Lasten als Spreizdübel, was teilweise mit dem erwähnten Formschluss zusammenhängt, aber auch die Lasten weiter von der Oberfläche entfernt definiert einleitet. Es gibt auch Hinterschnittanker, die in der gerissenen Zugzone eines Betonbauteils verwendet werden dürfen.

### Schraubdübel (Betonschraube)

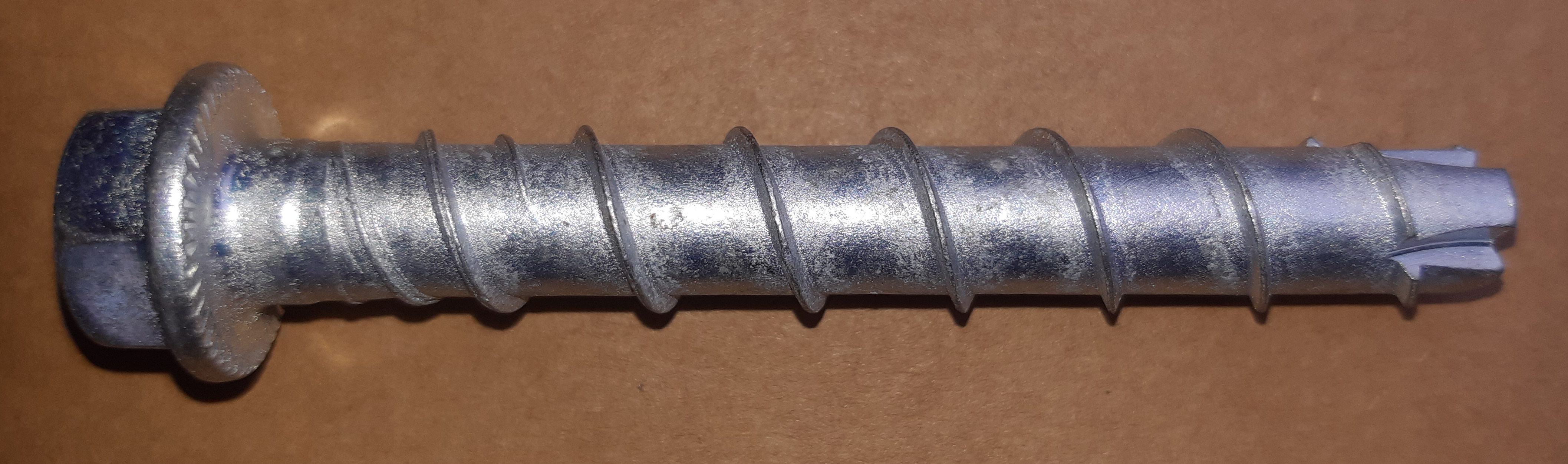
Betonschraube

Schraubdübel (besser bekannt als Betonschrauben) sind ein relativ neues Befestigungssystem. Der Dübel wird in ein vorgebohrtes zylindrisches Bohrloch mit einem Schlagschrauber eingeschraubt. Das Spezialgewinde des Dübels schneidet beim Einschrauben ein Innengewinde in den Verankerungsgrund. Die Verankerung erfolgt durch den Formschluss des Spezialgewindes. Ob das Objekt mit Schraubdübeln befestigt werden darf, hängt deshalb vor allem vom Verankerungsgrund ab. Betonschrauben sind je nach Zulassung zur Schwerlastbefestigung im gerissenen oder ungerissenen Beton im Innen- oder Außenbereich (in diesem Fall nur in Edelstahl A4) zugelassen und werden teils im System mit Mörtel verarbeitet. Typische Einsatzgebiete sind Geländer- und Lärmschutzbefestigungen auf Straßen und Brücken oder die Verankerung von Hochregalen im Innenbereich.

### Stabdübel
Wie Holzdübel geformt sind Stabdübel stiftförmige Verbindungsmittel aus Metall und nach EN 14592 genormt. Sie dienen der Herstellung tragender Verbindungen zwischen Holz und Stahlblech sowie zwischen Holz und Holz.
Stabdübel werden senkrecht zur Scherfläche angeordnet und überwiegend auf Biegung beansprucht. Sie sind zylindrisch und an den Enden angefast. Qualitätsmerkmal ist die glatte Oberfläche und geringe Dickentoleranz. Ihr Durchmesser ist begrenzt zwischen 6 und 30 mm. Vorzugsweise werden Stabdübel aus Stahl S235JR, S275JR oder S355J2 nach EN 10025 gefertigt. Im Holz werden Bohrlöcher 0,2 mm bis 0,5 mm kleiner als der Dübeldurchmesser gesetzt, wogegen das Bohrloch im Stahl bis zu einem Millimeter größer ist.

## Sicherheitsaspekte

### Bauaufsichtliche Zulassung
Besonders wenn das Versagen einer Bauteilverbindung zu einer Gefahr für Leben oder Gesundheit von Menschen oder zu erheblichen wirtschaftlichen Folgen führen kann, sollten grundsätzlich Dübel gemäß Zulassung bemessen und befestigt werden.
Viele der im Handel befindlichen Kunststoffdübel sind bauaufsichtlich nicht zugelassen und dürfen somit nicht für sicherheitsrelevante Befestigungen benutzt werden.
Jeder Packung bauaufsichtlich zugelassener Dübel liegt entweder ein Beipackzettel mit der Montageanleitung bei, oder die Anleitung ist auf der Verpackung abgebildet. Die bauaufsichtliche Zulassung ist über den Hersteller zu beziehen und in der Regel auf der Homepage des Herstellers als PDF-Datei abzurufen. Der Zulassung ist Folge zu leisten. Sie regelt alles, von der Bemessung der Verankerung über die Erstellung des Bohrlochs bis zum korrekten Einbau der Dübel. Dieses Schriftstück ist rechtlich relevant und muss vom Bauherrn zu den Bauakten genommen werden.

### Technische Daten
Bei Dübeln oder Ankern sind die technischen Angaben üblicherweise der bauaufsichtlichen Zulassung, bei nicht bauaufsichtlich zugelassenen Produkten der Gebrauchsanleitung des Herstellers zu entnehmen. Typische Daten sind dabei die effektive Verankerungstiefe, der Mindestachsabstand der Dübel voneinander, der Mindestrandabstand der Dübel, die minimale Bauteildicke und die zulässige Belastung.

### Sonstiges
- Bei sicherheitsrelevanten Verankerungen im Beton, wo mit Rissen im Verankerungsbereich zu rechnen ist, welche die Tragfähigkeit der Dübel beeinflussen, sollten grundsätzlich risstaugliche Dübel verwendet werden. Ansonsten müsste ein Nachweis erbracht werden, dass der Beton im Einbaubereich während der Nutzungsdauer ungerissen bleibt.
- Bei Befestigungen auf Putz zählt die Dicke des Putzes mit zur Dicke des Anbauteils.
- Korrosionen (durch Spannungsrisse und an Bauteilverbindungen) sind grundsätzlich zu vermeiden. Zur Vermeidung einer Kontaktkorrosion dürfen zum Beispiel Edelstähle nicht mit verzinkten Schrauben befestigt werden. Während gewöhnliche Stahldübel mit einer galvanischen Verzinkung nur in trockenen Innenräumen verwendet werden dürfen, kommen für Befestigungen im Außenbereich (Feuchträume, Industrieatmosphäre) in der Regel Dübel aus nichtrostendem Stahl (A4) zum Einsatz. Bei besonders aggressiven Umgebungen (chlorhaltige Atmosphäre, Straßentunnel oder bei direktem Meerwasserkontakt) sollten Dübel aus Speziallegierungen verwendet werden.
- Eine Reinigung des Bohrloches durch Ausblasen oder Aussaugen nach dem Bohren wird empfohlen, Bohrmehl vermindert die Haftung des Dübels durch Kraftschluss im Bohrloch. Fehlbohrungen sind zu vermörteln.